# Georgetown (Ascension)
Pour les articles homonymes, voir Georgetown.
Georgetown est la capitale de l'île de l'Ascension, partie composante du territoire britannique d'outre-mer de Sainte-Hélène, Ascension et Tristan da Cunha, en plein océan Atlantique. Elle est peuplée d'environ 500 habitants et est située à l'ouest de l'île.

## Histoire
Georgetown est fondée en 1815 par la Royal Navy, lorsque les Britanniques revendiquent l'île de l'Ascension. Elle est nommée en l'honneur du roi George III.

## Climat
Le climat de Georgetown est de type (Bwh) c'est-à-dire un climat chaud de désert. 